# Bagh-e Haj-Seyf
Bagh-e Haj-Seyf  est un quartier de l’ouest de Téhéran, la capitale de l’Iran.